# Ryckevelde (domein)

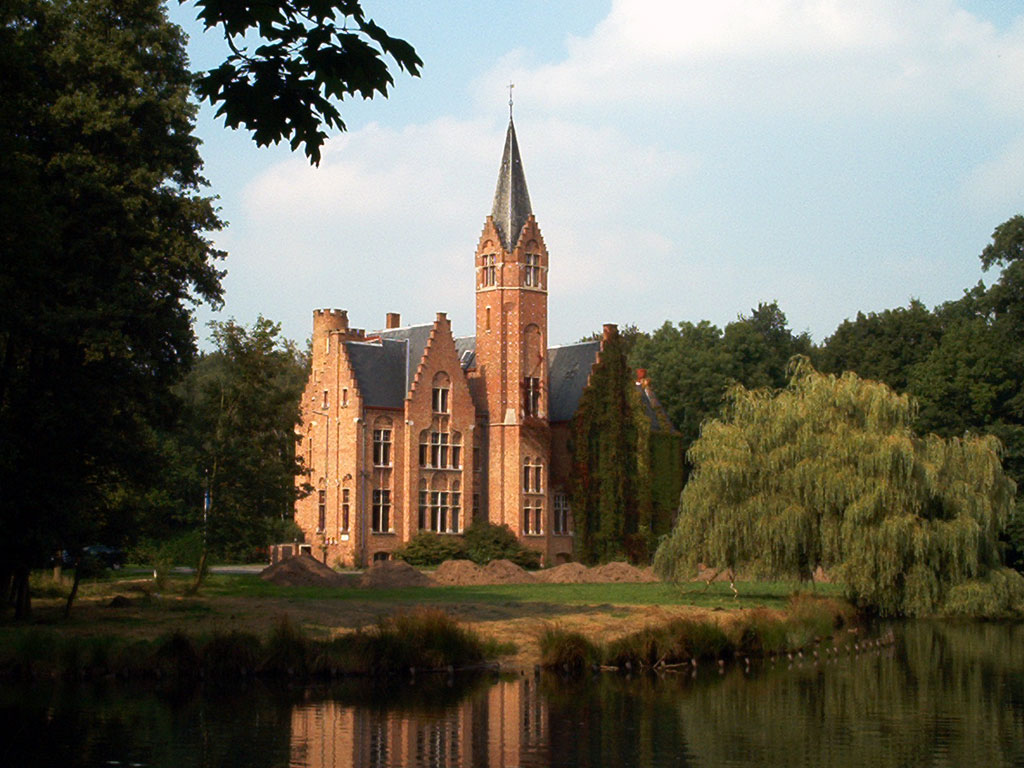
Neogotisch Kasteel van Ryckevelde (foto: Dries Declercq)

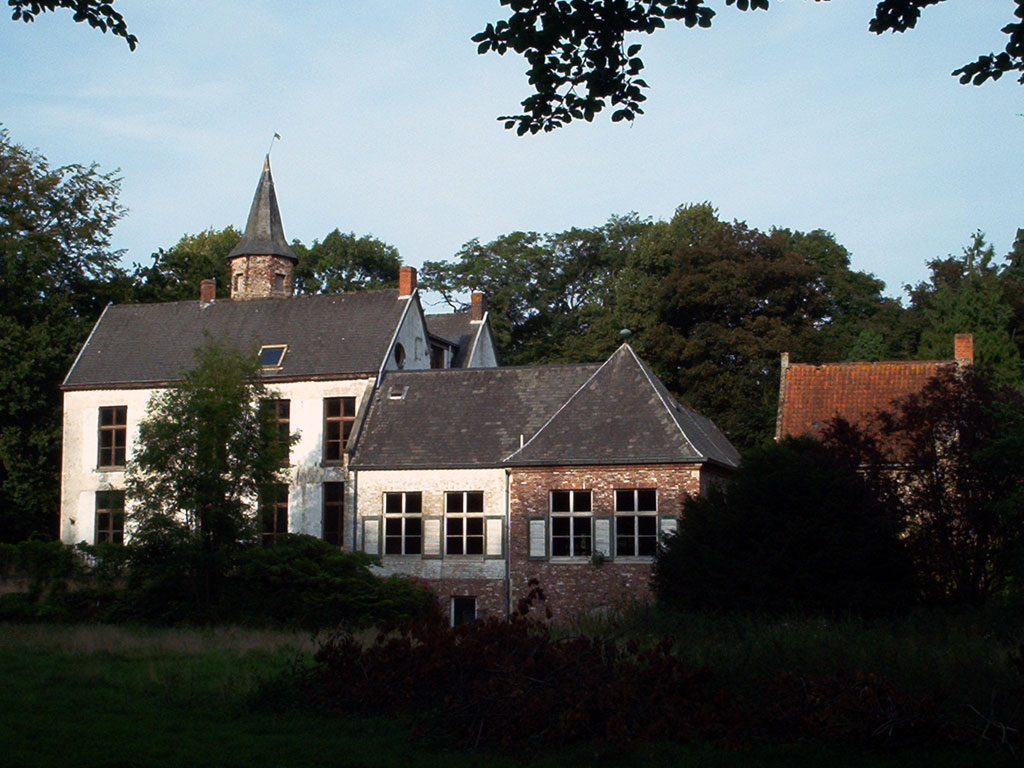
Historisch kasteel en heester (landhuis) (foto: Dries Declercq)

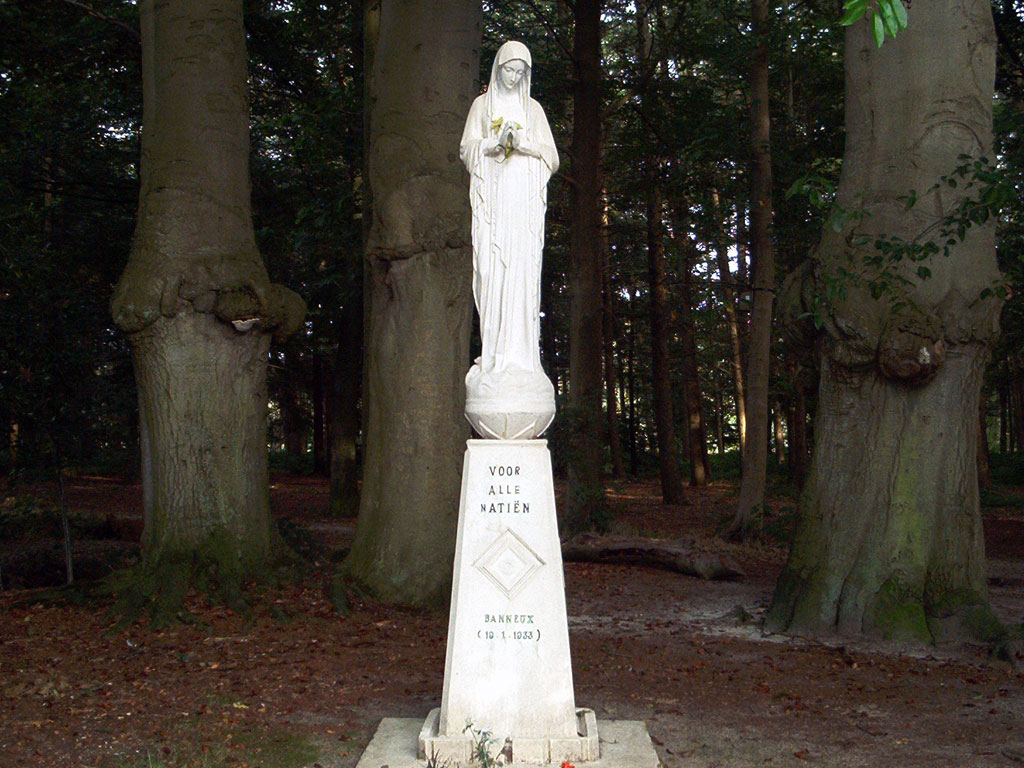
Madonna van Banneux (foto: Dries Declercq)

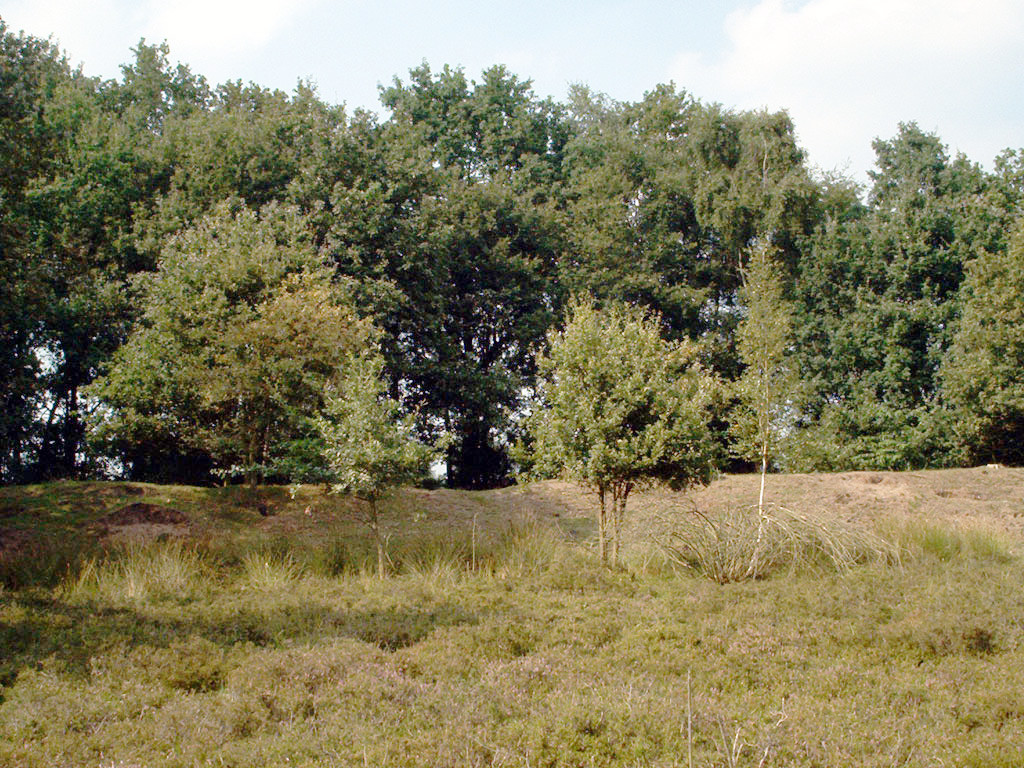
Schobbejakshoogte heide (foto: Dries Declercq)

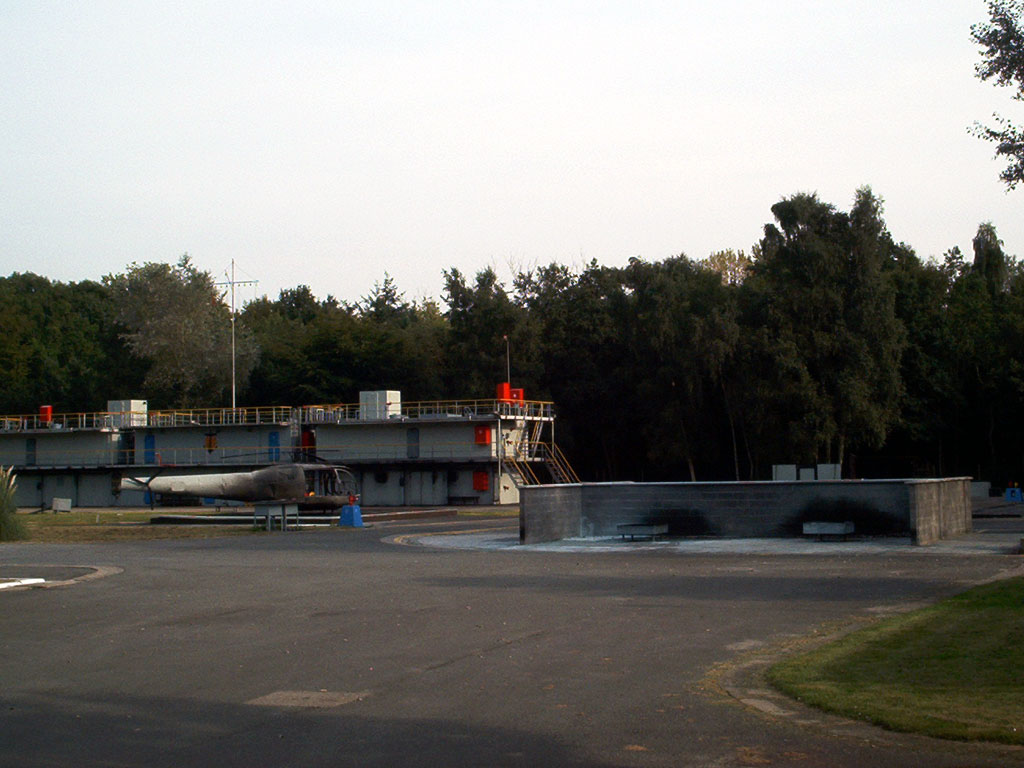
Brandoefeningendomein (foto: Dries Declercq)

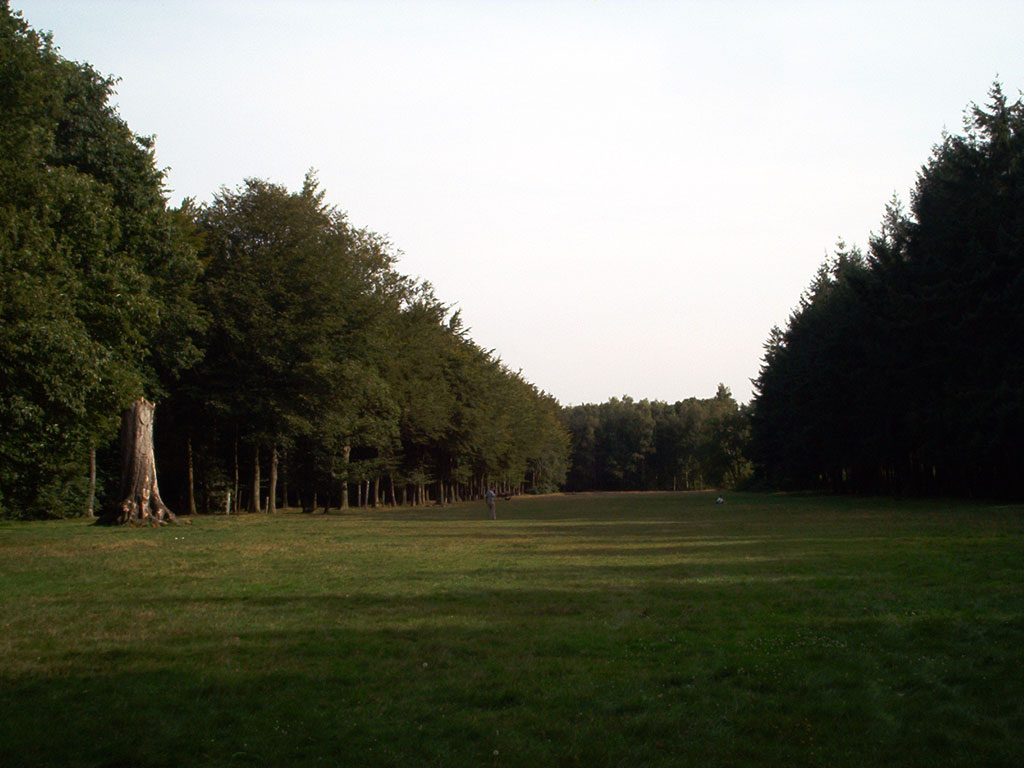
Oude noodlandingsbaan (foto: Dries Declercq)

Ryckevelde (ook: Rijkevelde) is een domein van 180 ha op grondgebied van Assebroek en Sint-Kruis (deelgemeenten van Brugge), Sijsele (Damme) en Oedelem (Beernem). Een deel is militair domein, het kasteel krijgt een nieuwe bestemming en de bossen zijn deels beschermd natuurgebied. "Ryckevelde" gaf ook zijn naam aan de vzw Ryckevelde, beweging voor Europees burgerschap, die van 1956 tot 2014 zijn kantoor had in het kasteel van het domein.

## Bezienswaardigheden
- Neogotisch kasteel Ryckevelde vzw
- Historisch kasteel en heester (landhuis)
- Madonna van Banneux, restant van het verblijf op het kasteel door de kapucijnen
- Schobbejakshoogte (heide)
- Militair oefendomein voor brandblusoefeningen
- Oude noodlandingsbaan met de oudste boom van de streek: Dikke Bertha (neergebliksemd)
- Heemtuin
- Fiets- en wandelroute langs bedding van de voormalige spoorlijn Brugge - Eeklo

## Natuurgebied
Rijckevelde is gesitueerd op de grens tussen zand en zandleem en is bijgevolg nooit een rijke landbouwgrond geweest. Er groeide heide en er graasden schapen. De aanplanting met naaldbomen verzuurde de grond en als klap op de vuurpijl gebruikte het Belgisch leger het bos als schietstand annex noodlandingsbaan zelfs 's nachts.
Het domein lag ook op het grondgebied van vier gemeenten: Sijsele, Oedelem, Assebroek, Sint-Kruis (na de fusie van die laatste twee nog in drie gemeenten) zodat niemand zich echt verantwoordelijk voelde.
Sinds de aankoop en openstelling van het domein door de Vlaamse overheid in 1979 en de bescherming door Natuurpunt vzw (heidegebied Schobbejakshoogte) en het Agentschap voor Natuur en Bos (Ryckeveldebos) is er plaats natuur op een oppervlakte van 173 hectare. In het Ryckeveldebos wisselen loof- en naaldbomen elkaar af. Talrijke statige beukendreven doorkruisen het gebied. Het bos bestaat deels uit naaldboomaanplantingen: douglasspar, Europese lork, grove den en Corsicaanse den, met in hoofdzaak braam en brede stekelvaren als ondergroei. Door een gericht bosbeheer zullen die homogene bestanden geleidelijk evolueren naar meer gemengde bestanden met meer inheemse soorten zoals zomereik, beuk, berk, lijsterbes. Er ontstond in 2019 burgerprotest tegen de kappingen van het ANB. Als hakhout is er veel tamme kastanje aanwezig. Er wordt aan bosuitbreiding gedaan. In 2017 werd 15 hectare bos- en natuurgebied ingelijfd langs de Holle Weg. Tussen 2019 tot 2026 wordt nabij Engelendale nog eens 23 hectare akker en grasland omgevormd naar een open boslandschap via de aanplant van bomen en struiken. In totaal komt er 75 hectare bos bij.
Ryckevelde is bekend als rustplaats voor tientallen ransuilen. Onder meer sperwer, buizerd, boomvalk, zwarte specht, grote bonte specht en groene specht broeden in Ryckeveldebos. In het dichte naaldhout van douglassparren zitten vaak staartmezen en goudhaantjes. Ook eekhoorn, ree en vos komen er voor. Het 'Wit Zand' en het door Natuurpunt vzw beheerde natuurreservaat de Schobbejakshoogte zijn overblijfselen van het grotendeels verdwenen heide- en stuifzandgebied. Het natuurgebied Ryckevelde is Europees beschermd als onderdeel van Natura 2000-gebied 'Bossen, heiden en valleigebieden van Zandig Vlaanderen: westelijk deel' (BE2500004).

## Etymologie
Rijkevelde verwijst zeker naar de vroegere functie van deze arme zandstreek. Enerzijds zou rycke kunnen afstammen van het Oudengelse ryge of rijge, wat rogge betekent.
Andere bronnen zoeken de verklaring van rycke in het woord rug, wat zou wijzen op de verhevenheid in het landschap die dit domein vormt.

## Geschiedenis
Door artefacten opgegraven in dit domein (en bewaard in het Gruuthusemuseum te Brugge) wordt vermoed dat de streek reeds in de Steentijd bewoond was.
Onder de Franken maakte Rijkevelde deel uit van Sijsele (Siedsele).
Boudewijn I van Vlaanderen maakte het domein een grafelijk grondbezit.
Omstreeks de 11e eeuw vormde Sijsele het centrum van een Karolingische provincie.
Eind 16e eeuw trok een edelman, Monsieur Wautelet, een herenwoning en een boerderij op, die allebei in gewijzigde vorm bewaard zijn gebleven.
Na het overlijden van Pieter de Tollenaere in 1743 verkochten zijn erfgenamen het kasteel aan Pieter-Augustinus Le Gillon en echtgenote Marie de l'Espée. Hun kleindochter Marie-Thérèse de Vivero en haar echtgenoot Piette Wautelée kwamen door erfenis in het bezit begin 19e eeuw. Na hun overlijden kwam het toe aan hun zoon Adolphe Wautelée en dochter Jeann-Nathalie Legrand Wautelée. Die laatste legateerde het aan haar vertrouweling Joseph de Marthe uit Pau. Het werd verhuurd aan August-Octaaf de Schryver (vader van August E. de Schryver).
Het huidige neogotische kasteel werd voltooid in 1929 door baron Rafaël Gilles de Pélichy en werd door de familie bewoond tot 1946.
Ryckevelde vzw (beweging voor Europees burgerschap) werd er in 1956 door Karel Verleye opgericht. Verleye speelde eerder een belangrijke rol in de oprichting van het postuniversitaire Europacollege in 1949. Voornaamste doelstelling van de vzw is Europese en internationale vorming en informatie aanbieden "op mensenmaat". In de praktijk komt dat neer op de organisatie van debatten, seminaries, vormingssessies voor volwassenen, scholen en hun leerkrachten. In december 2014 verhuisde de vzw van het kasteel Ryckevelde naar een nieuw kantoor in Sint-Andries.
Het vervallen kasteel werd vanaf 2015 volledig gerestaureerd en kreeg een functiewijziging. Sinds 2020 ontvangt het kasteel opnieuw gasten. De kelderverdieping is ingedeeld als restaurant/tearoom. In de salons kan men dineren of vergaderen. Het kasteel ligt op het fiets- en wandelnetwerk van de provincie. Er liggen twee vijvers, één natuurlijke en één kunstmatige 'spiegelvijver', waarin het kasteel wordt weerspiegeld.

## Geografie
Rijkevelde heeft drie landschapstypes: bos, heiderestanten en een binnenduin of landduin (het Wit Zand of de Schobbejakshoogte).
Ooit vormden het Maleveld, Beverhoutsveld (bekend door de Slag om het Beverhoutsveld) en Sijseleveld een aaneengesloten heidegebied. Door aanplantingen werd Rijkevelde een ietwat eenzijdig naaldbos. Tegenwoordig zijn er weer bescheiden heidezones en een heemtuin.
Het volledige domein is 180 ha groot. In 2016 werd beslist dat het met 14 ha zou uitgebreid worden.